# Почтовая станция (Опочка)
Почтовая станция — историческое здание в городе Опочке Псковской области. Современный адрес — Коммунальная улица, 29. Объект культурного наследия России федерального значения.
Входит в комплекс почтовых станций шоссе Петербург—Киев, построенных в 1840—1850-х годах. Построена в 1854 году по типовому проекту. До 1917 года служила почтовой станцией, позднее использовалась под жильё. К 1960-м годам в здании разместилась городская автостанция.

## История
Почтовый тракт между Псковом и Опочкой был учреждëн в 1772 году, а от Опочки к Невелю — в 1836 году. Обычно почтовые тракты были разбиты на «прогоны» по 20—25 верст, на границах которых и строились почтовые станции. Здесь предъявлялись подорожные, оплачивались последующие прогоны, менялись лошади, предоставлялся ночлег и т. д. С конца XVIII века опочецкая почтовая станция располагалась на Завеличье, очевидно, на берегу реки Великой. В 1818 году на станции останавливался Александр I. В июле 1820 года почтовый дом сгорел при пожаре.
В 1840-х годах шоссе Петербург—Киев с целью спрямления было проложено частично по новой трассе. На территории Псковской губернии между Островом и границей с Витебской губернией было построено вновь четыре почтовых станции — в Новгородке, Иссе, Опочке и Звонах. Из них только опочецкая, как наиболее важная, была выполнена по проекту станций второго разряда. Строительство велось по типовому проекту почтовых станций, изданному в 1846 году, и являющемуся развитием типового проекта
1843 года:43. Для всех станций был принят единый вариант оформления главного фасада — в «готическом» стиле.
Почтовые станции строились за казённый счёт (стоимость некоторых станций доходила до 30 тыс. рублей):256 и принимались в эксплуатацию Почтовым ведомством, которое направляло офицера для осмотра почтовых станов и архитектора. Почтовое ведомство полностью оснащало станции всем необходимым. На каждую станцию государство ежегодно выделяло небольшую сумму денег на «мелочный» ремонт. По свидетельству К. К. Случевского, совершившего несколько поездок по Киевскому шоссе в свите великого князя Владимира Александровича в конце XIX века, почтовые станции были «отнюдь не худшими многих вокзалов наших железных дорог»:254.
Опочецкая почтовая станция, построенная в 1854 году, относилась ко второму разряду станций со стойлами на 36 лошадей. Станция занимала квадратный участок 28 × 28 саженей (59,6 × 59,6 м), на котором вдоль лицевой стороны располагался Станционный дом и, симметрично по сторонам, — двое ворот в кирпичной ограде. Набор помещений станционного дома составляли бани, четыре зала для приезжающих, квартира содержателя гостиницы, кухня, комната для записи подорожных и туалеты в дворовой пристройке. Все служебные и хозяйственные постройки были объединены под общей крышей и располагались вдоль боковых и тыловой границ участка станции. Слева — «изба», кухня, туалет для ямщиков, комната станционному смотрителю, справа — погреб, амбар, навес для экипажей. Кровля станционного дома была из листового железа, хозяйственные службы и флигеля покрывались гонтом:51. Замыкала двор длинная (28 саженей) конюшня. Конюшня была полукаменной, стойловые места были выгорожены деревянными перегородками. Количество стойловых мест было кратно количеству троек. Посреди двора был устроен колодец.
Станция служила местом отправки и прибытия дилижансов — пассажирское движение между Опочкой и Островом началось ещё в 1849 году, после нового участка Киевского шоссе.
В августе 1858 года на станции проездом из Петербурга останавливался великий князь Николай Николаевич с женой и сыном. В 1880-х годах был выполнен ремонт станции.
По состоянию на 1880 год к почтовой станции было приписано 18 лошадей, на 1915 год — 10.
После революции 1917 года до 1922 года здание использовалось под жильë, а текущий ремонт его производил горкоммунотдел. Затем в течение четырёх лет (1922—1926) оно находилось в арендном пользовании, после чего было передано разместившемуся в городе 166-му стрелковому полку, затратившему на ремонт и переоборудование здания 18 тыс. рублей — под артдивизион и конюшню. Уже с 1925 года дорожное управление ходатайствовало о закреплении здания за ним, но вопрос не получил разрешения. Похоже, что дорожное управление не получало в свое пользование здание станции в течение всех довоенных лет. Так, например, в январе 1941 года один из читателей районной газеты сетовал на отсутствие в городе автостанции и на то, что «пассажирам приходится ждать на улице», предлагая «построить хотя бы крытый павильон у остановки автобуса».
После Великой Отечественной войны сохранилась лишь коробка главного дома, которая сразу же стала приспосабливаться под автостанцию города. Внутренняя планировка была нарушена, стены вынуты. В станционном доме появились новые перегородки, отделяющие транзитный и кассовый залы от диспетчерской и служебных помещений. В простенках на месте старых прямоугольных печей были устроены новые круглые. Ограда и надворные постройки не сохранились. К 1973 году действовало 27 автобусных маршрутов, связывающих Опочку с ближайшими городами, Псковом, Ленинградом и Латвией. В 1980-х годах неоднократно поднимался вопрос о размещении в здании почтовой станции местного краеведческого музея. 
В 2020 году был выполнен ремонт здания: проведены работы по замене стропильной системы и кровельного покрытия, ремонту фасадов и внутренней отделке помещений. Проектную документацию разработало ООО «ПромЖилСтрой» (Псков), подрядчиком было ООО «Августина».
По состоянию на 2023 год здание используется как автостанция, пользователем памятника является Государственное предприятие Псковской области «ПСКОВАВТОТРАНС».

## Описание
Почтовая станция расположена на северном въезде в город, главным фасадом ориентирована на улицу Коммунальную (бывшую Новоржевскую), являвшуюся частью старого шоссе Петербург—Киев. Станция представляет собой одноэтажное, прямоугольное в плане здание, вытянутое по оси северо-восток — юго-запад. Со стороны дворового фасада к нему примыкает по оси главного входа меньшее по объёму прямоугольное в плане помещение (бывшая уборная), соединённое с главным тамбуром-переходом. Стены здания кирпичные, толщиной 0,8 м. Тип перекрытий — плоские по деревянным балкам. Кровли четырёхскатные, как над главным, так и над малым корпусами. Главный фасад станции выполнен в семь осей. Его оконные проёмы имеют стрельчатые завершения, с дворового фасада — лучковые. Искажëнные при ремонте наличники в виде плоских тяг присутствуют только на окнах главного фасада. Центральная часть главного фасада подчёркнута ризалитом со ступенчатым парапетом над ним. Углы здания имеют раскреповки, завершëнные столбиками. Цоколь главного фасада облицован пилеными известняковыми блоками. Декор интерьеров не сохранился. Центральный проём главного фасада ныне ведëт в большой зал, вытянутый по всей длине фасада (21,0 × 4,7 м). Тремя дверными проëмами главный зал сообщается с двумя другими залами основного здания, связанными между собой. Из перехода в малый объём с единственным помещением (5,6 × 2,2 м) есть выход во двор. Основные габариты здания с переходом и пристройкой: 22,4 × 17,2 м, высота — 8 м.
Среди нескольких подобных объектов, сохранившихся до сегодняшних дней, здание опочецкой станции — единственное, чьë изначальное назначение — объект транспортной инфраструктуры — не утрачено на протяжении более полутора веков.